# Craugastor yucatanensis
Craugastor yucatanensis is een kikker uit de familie Craugastoridae. De soort werd voor het eerst wetenschappelijk beschreven door John Douglas Lynch in 1965. Oorspronkelijk werd de wetenschappelijke naam Eleutherodactylus yucatanensis gebruikt. De soortaanduiding yucatanensis betekent vrij vertaald 'levend in Yucatan' en slaat op het verspreidingsgebied.
De soort komt voor in delen van Midden-Amerika en leeft endemisch in Mexico. Craugastor yucatanensis wordt bedreigd door het verlies van habitat door toerisme.